# Aleiodes malacosomatos
Aleiodes malacosomatos – gatunek błonkówki z rodziny męczelkowatych.

## Zasięg występowania
Gatunek szeroko rozprzestrzeniony w Ameryce Północnej.

## Budowa ciała
Osiąga ok. 5 mm długości. Żyłka Rs w tylnym skrzydle jest wygięta w środkowej części, tak, że komórka brzeżna jest w tym miejscu zwężona. Czułki składają się z 33 - 35 segmentów u samic i 37 - 40 u samców.
Ubarwienie ciała w większości żółtopomarańczowe z wyjątkiem  czarnego metanotum, ciemnobrązowego bądź czarnego pozatułowia, oraz - często - czarnego pierwszego tergitu metasomy. Pterostygma ciemna w środku i jaśniejsza po brzegach, czasem - u samców - całkowicie czarna.

## Biologia i ekologia
Gatunek ten jest wewnętrznym parazytoidem barczatek z rodzaju Malacosoma. Imago spotyka się licznie (w miejscach gdzie rosną drzewa atakowane przez gąsienice z rodzaju żywicielskiego) wczesną wiosną, oraz w czerwcu i lipcu (drugie pokolenie).